# Băno Axionov
Băno Axionov (în rusă Бэно Максович Аксёнов; n. 2 aprilie 1946, Minsk, URSS) este un actor moldoveano-rus, regizor, scenarist, scenograf și pedagog. Artist Emerit al Republicii Moldova (1991). Laureat al festivalurilor de teatru internaționale, unionale și naționale.

## Biografie
Studiile inițiale au avut loc în câteva școli din Chișinău: Nr 3, Nr 4, Nr 5, Nr 41. La vârsta de 14 ani s-a apucat de atletism sub îndrumarea „Antrenor onorat din RSS Moldovenească” Evgheni Zîbcenko în probele de 200 m garduri și 400 m garduri. În anul 1963 a debutat la seniori, și în anii 1963-1966 a devenit multiplu campion national.
În anul 1969 а absolvit Facultatea de Actorie a Institutului de Arte Chișinău Gavriil Musicescu și Institutul de teatru din Leningrad (conducătoarea cursului – Nadejda Aronețkaia). Încă în anii studenției începe să participe activ la spectacolele Teatrului „A. Cehov”, în diverse programe literarconcertistice, la radio și televiziune, joacă în filme. Absolvind Institutul de Arte, din 1969 până în 1973, este actor și regizor asistent al profesoarei sale N. Aronețki la Teatrul de la Tiraspol. În 1973 a studiat la Moscova în laboratorul de regie sub conducerea M. O. Knebel. Între 1971 și 1985 (cu întreruperi) a predat arta actorului la Institutul de Arte „G. Musicesu” din Chișinău. În perioada 1973-2006 este actor și regizor la teatrul Național Dramatic Rus „A. Cehov” din Chișinău de care și-a legat strâns soartaTeatrul Național Dramatic Rus „Anton Cehov” din Chișinău.
În anii '80 a fost gazda regulată a popularelor programe satirice ale televiziunii moldovenești „Arichul” și „Magazinul Arichula” (regia A. Suprun, L. Milnichenko). În aceiași ani, el a fost amintit pentru activitatea sa actoricească în televiziunea „Teatrul de miniaturi” (regizorii A. Suprun, M. Ryabova, B. Axionov), precum și pentru bufonul viclean și înțelept Guess din ciclul de televiziune pentru copii - programele „Guess” (regizor L. Zoti). A creat o serie de roluri interesante în știrile satirice „Usturich” (producție Moldova-Film)
În anul 2001 a absolvit Academia de la Moscova de recalificare a oamenilor de artă, specialitatea regizor (clasa profesorului P. O. Homski). În același an și-a făcut stagiatura la Teatrul Mossovet din Moscova.
Din 2007 locuiește în Karlsruhe, Baden-Württemberg, Germania, unde lucrează ca regizor. A regizat proiecte de teatru, susține cursuri de master în actorie, regie și prelegeri despre istoria și arta Moldovei, României, Belarus, Rusiei, Ucrainei.
„…Băno Axionov a devenit, fără îndoială, una dintre cele mai strălucitoare și mai mari stele ale Teatrului nostru… După perceperea lumit, după modalitatea de existență și de autoexprimare, el este în același timp și bufonul, și comic, și clovn, și tragedian. El este diferit, complex, uneori incomod și imprevizibil, însă întotdeauna luminos și un om de o rară bunătate… Ce personaje minunate, de comedie, tragicomice, tragice, a creat el, ce spectacole – surprinzătoare, sărbătorești, pitorești, pline de bunătate, rafinate – a conceput și a montat cu un minunat ansamblu actoricesc…”—Vitalii Țapeș, profesor universitar, doctor în studiul artelor. Din cartea „Teatrul lui Băno Axionov”

## Activitatea artistică (actor)
A jucat peste 200 de roluri pe scenă:
- Diaconul Gâkin – «Vrăjitoarea» de Anton Cehov. Regia N. Aronețkaia, Rispoloshenski - «Intre noi ca intre-ai nostri» de Alexandr Ostrovski. Regia Y. Doronchenco[19], Zeablik – «Orașul în zori» de Aleksei Arbuzov. Regia N. Aronețkaia și Y. Doronchenko, Fadinar – «Pălăria de paie italiană» de Eugène Labiche. Regia N. Aronețkaia[20], Isaak Mendosa - «Dueña» de R. Sheridan. Regia N. Aronețkaia, Țar Dormidont VII – «Ti-i frică de durere, fericire nu mai vezi» de Samuil Marșak. Regia Y. Doronchenco, Făt-Frumos - «Făt-Frumos și soarele» după basmul românesc (adaptare de N. Aronețkaia). Regia N. Aronețkaia, Mișa – «Strada Trei Privighetoare, 17» de D. Dobrichanin. Regia N. Aronețkaia, Pepi – «Strada Trei Privighetoare, 17» de D. Dobrichanin. Regia N. Aronețkaia, Obroșenov – «Glumeții» de Alexandr Ostrovski. Regia N. Aronețkaia[21], Păcală – «Făt-Frumos cu păr de aur» după basmul românesc (adaptare dе V. Golffeld). Regia A. Guklenkov, Sganarelle - Sganarelle sau Încornoratul închipuit de Molière. Regia B. Axionov, Yasha - «Livada de vișini» de Anton Cehov. Regia A. Guklenkov, Prince – «Cenușăreasa» de Yevgeny Șvarț. Regia N. Bezis, Lepurele – Lăudăroș – «Lepurele – Lăudăroș» de Serghei Mihalkov. Regia A. Umrihin, Don Diego - «Cuvioasa Marta» de Tirso de Molina. Regia Bezis, Sganarelle – Le Mariage force de Molière. Regia B. Axionov, Lomov - «Nouă clipe» de Anton Cehov, (adaptare de B. Axionov). Regia B. Axionov, Eremeev – «Vara trecută la Ciulimsk» de Alexander Vampilov. Regia B. Malkin, Milkin – « Mirele și tatăl» după Anton Cehov, (adaptare de B. Axionov). Regia B. Axionov, Louie Gassion, Jean Cocteau, Spectator, Reporterul, Cerșetor, Vecin – «Édith Piaf» de V. legentova. Regia A. Guklenkov, Mortimer – «Mary Stuart» de Friedrich Schiller. Regia N. Bezis, Leporello - «Micile tragedii» de Aleksandr Pușkin. Regia I. Todorov, Yașka – « Bumbaraș » bazat pe Arkadi Gaidar. Regia I. Todorov, Baba Cloanța – «Doi arțari» de Yevgeny Șvarț. Regizat de N. Bezis,Diaconul Vonmiglasov – «Chirurgicala» după Anton Cehov, (adaptare de B. Axionov). Regia B. Axionov, Primul ministru al minciunilor și răutății – «Povestea mincinosului rău și a celor patru temerari» de Yu. Prodanov și B. Breev. Regia N. Bezis, Celestino - «Cariera Celestino Viola» de A. Nikolai. Regia L. Kalinovsky, Diwana – «În noaptea eclipsei de lună» de Mustai Karim. Regia R. Ismailov, Prokhor - «Donul liniștit» de Mihail Șolohov. Regia Y. Tsitsinowski, Șacal – «Pisica care mergea singură» de Rudyard Kipling. Regia V. Victor, Medvedenko – «Pescărușul» de Anton Cehov. Regia N. Bezis, Sušič - «Societatea Femeilor Emancipate din Belgrad» („AFEB”) de Branislav Nușici. Regia V. Apostol, Moliere și Alain - «Școala nevestelor» de J.-B. Moliere. Regia N. Aronețkaia[22], Motanul încălțat - «Motanul încălțat» din povestea cu același titlu de Charles Perrault. Regia V. Maslennikov, Mihailenko – «Ziua fericită» de Alexandr Ostrovski. Regia N. Aronețkaia, Showman, Prietenă de familie, Mamă, Șofer de taxi, Dirijor, Doctor, Polițist, Dansator – muzical «Family Idylle» Charine și Giovanni. Regia S. Mitin și N. Bezis[23], Ciafă - «Mârțoaga cu clopoței» de Ion Druță. Regia V. Apostol, Shota – «Druzhina» de M. Roșchin. Regizat de N. Bezis, Cioban - «Dump» de Aleksei Dudarev. Regia M. Abramov, Menahem Mendl – «Rugăciunea» de Grigori Gorin după Șalom Alehem. Regia V. Madan, Fragment mic - «Pe marea liberă» de Sławomir Mrożek. Regia M. Abramov, Rispoloșenski – «Falit» de Alexandr Ostrovski. Regia M. Abramov[24], Prieten – «Risc» de Eduardo De Filippo. Regia M. Abramov, Emir – «Ultima dragoste a lui Nasreddin» B. Ratzer, V. Konstantinov. Regia M. Abramov, Kalabushkin – «Sinucidere» de Nikolai Erdman. Regia B. Axionov, Polonij - «Uciderea lui Gonsago» de N. Jordanov. Regia M. Polyakov, Spirache – «Titanic-Vals» de Tudor Mușatescu. Regia S. Luca, Roldan – «Sălbatic» de Alejandro Casona. Regia A. Barannikov, Herea - «Caligula» de Albert Camus. Regia P. Lastivka, Chubukov - «Cerere în căsătorie» de Anton Cehov. Regia B. Axionov, Timoshin – «Să ne uităm la filmul “Ceapaev”» de O. Danilov. Regia I. Shats[25]. Patlach - «Opriți avionul, cobor» după Efraim Sevela. Regia B. Axionov[26][27] ș. a.

## Activitatea artistică (regizor și scenarist)
А pus în scenă aproximativ 60 de spectacole în teatrele din Moldova, Ucraina, Germania și Belgia: la Teatrul Dramatic Rus de Stat „A. P. Cehov” din Chișinău, la Teatrul Republican „Luceafărul”, la Filarmonica Națională „Serghei Lunchevici”, la Televiziunea în Republica Moldova, la «Teatrul Casa Actorului», la Sala cu Orgă din Chișinău, la Teatru minuscule lângă Deribasovskayala (Odesa), la Teatrul Național German din Baden, Karlsruhe, la «Uni-Teatrul» Karlsruhe, la «Teatrul subsol» Germersheim, la Grupul actoricesc Mannheim, la «Teatrul universitar» Karlsruhe, la Frăția de Actorie Protestantă Karlsruhe, la Teatrul Association «KABAX» Stuttgart, la «Duoul de clovni Iriska și Boriska din Karlsruhe», la «Germersheim Film Studio», la Centrum «De Strandjutte» Blankenberge. Câteva din aceste spectacole: 
- «Nouă clipe» după Anton Cehov (adaptare de B. Axionov)[28], «Doar inima» după Marina Țvetaeva (adaptare de N. Camenev, B. Axionov), «Timpul nevinoveților» de S. Lenț, «Regele Matt primul» după Janusz Korczak (adaptare de B. Axionov)[29], Sganarelle sau Încornoratul închipuit de Molière,«Viața și Cântecele» după Rainer Maria Rilke (adaptare de B.Axionov), «Vocea umană» după Jean Cocteau, Le Mariage force de Molière,«Luisa Мiller» («Intrigă și dragoste») după Friedrich Schiller (adaptare de B. Axionov), «Miracolul vieții e inexplicabil» după А. Voznesenski (adaptare de N. Camenev, B.Axionov), «Cuvîntul și melodia» după opera din literatura și muzica evreiască (adaptare de S. Benghelsdorf), «Cartea cântecelor» după Heinrich Heine (adaptare de B. Axionov), «Scene din Faust» după Goethe, «Așa-i la noi, cum e la voi?» după operele lui Grigori Gorin, Mikhail Jvanețki, Lion Izmailov, «Aventura vulpii Alisa și a motanului Bazilio în împărăția Muzicii» de I. Martâniuk, «Doamnele și domnii» după Anton Cehov (adaptare de B. Axionov)[30][31], «Opriți avionul, mă cobor!» după Efraim Sevela (adaptare de B. Axionov),[32][33][34]

 «Sinucigașul» de Nikolai Erdman, «Dragoste și ură» (Angelo, tiranul Padovei) după Victor Hugo, «Povestea țarului Saltan» după Aleksandr Pușkin (adaptare de B. Axionov), «Inimii nu-i poruncești» (Inculpații) după J.W. Goethe, (adaptare de B. Axionov), «Secretul măicuței Buzina» (Musical) după Hans Christian Andersen (libret B. Axionov, muzica E. Fiștic), «Te iubesc foarte mult, mamă!» de Nadezhda Ptușkina, «Viață de o familie cu un străin sau o zi de naștere în cîrjă» de Stepan Loboziorov, «Motanul încălțat» după Charles Perrault (piesa B. Axionov), «Mor de... » după proza lui Anton Cehov, (adaptare de B. Axionov), «O mie și una de patimi / pasiuni sau instrucție pentru doritoarele de a se mărita» după proza lui Anton Cehov (adaptare de B.Axionov), «Însemnările unui nebun» după Nikolai Gogol și Anton Cehov (adaptare de B. Axionov), «Necazuri dintr-o inimă blândă» de Vladimir Sollogub (adaptare de B. Axionov), «Spovedanie sau Olea, Jenea, Zoia, Varea...» după Anton Cehov (adaptare de B.Axionov), «Ca la moldoveni» după Ion Druță (adaptare de B. Axionov), «Floare de cais sau mielul netăiat» după Andrei Strâmbeanu (adaptare de B. Axionov), «Nevasta altuia si un soț sub pat» după Feodor Dostoievski (adaptare de B.Axionov) ș. a.

## Filmografie

### Regizor
Cine urmează? – (Scurtmetraj). Intriga se bazează pe povestea Chirurgie de Anton Cehov. Regizor, actor și scenarist: Bano Axionov. Operatorul Andreas Schnell. Fragmente din operele pentru pian ale lui Alexander Scriabin interpretate de Artur Aksenov. „Germersheim Film Studio”. Universitatea Johannes Gutenberg din Mainz (Germersheim). Societatea Germană Cehov e.V. și Muzeul Literaturii „Salonul Cehov”, Badenweiler

### Actor
A jucat în 20 de filme:
- Bill - Robin Hood, regizor Lidia Peciorina, Tsentrnauchfilm 1964
- John, escroc - Mark Twain este împotrivă...  (Марк Твен против...), regizor Mihail Grigoriev Moldova-Film 1975,[63][64][65]
- Reporterul - Și va veni ziua (И придет день...) regizor Mihail Izrailev Moldova-Film 1979,[66][67]
- Аgent – Emisarul centrului străin (Эмиссар заграничного центра), (2 episoade) regizor V. Brescanu, Moldova-Film 1975,[68][69]
- Muncitorul - Bună ziua, am venit! (Здравствуйте, я приехал!) regizor Mihail Badicheanu (Badikov), Moldova-Film 1979,[70]
- Mahnovets - Marele război mic, 1980 (Большая - малая война) regizor Vasile Pascaru Moldova-Film 1980,'[71][72]
- Specificul („Usturici” 29, Moldova-Film 1981)
- Pavlik - Întoarcerea Titanicului (Возвращение Титаника), regizor I. Talpa. (2 episoade), „SPAȚIU CINEMA" 1999,[73][74]
- Grijenaru - Trenul spre California (Поезд в Калифорнию), regizor I. Talpa, „Favorite”, „Aeolis-Film” 1993,[75]
- Tătarul - Azilul de noapte (На дне), după Maxim Gorki, regizor V. Țapeș. (6 episoade), „Televiziunea Moldovei” 1995.
- Electricianul - Antologie de bancuri (Антология приколов), regizor  Iu. Muzâca, „Moldova” 2000,[76]
- Bunicul - Cine e următorul? (Кто следующий?), regizor B. Axionov. „Germersheim Film Studio” 2019,[77] ș. a.

## Aprecieri și distincții
- În 1991 primește titlul de Artist Emerit al Republicii Moldova.[78]
- În 2006 apare cartea a cărei alcătuitoare este criticul de teatru Valentina Sklearova, „Театр Бэно Аксенова” („Teatrul lui Băno Axionov”) despre spectacolele, subiectele, rolurile jucate, psihologia acestora și dimensiunea fi losofi că și măiestria pe care le-o adaugă cel ce a interpretat aceste roluri atât de diferite.[79][80][81][82][83]
- Numeroase premii ale Ministerului Culturii
- Laureat al festivalurilor de teatru internaționale, unionale și naționale.[84]

## Familie
- Părinți - Max Fishman (1915-1985) - compozitor moldovean, pianist [85][86][87][88][89] și Lidia Axionova (1923-2019) - dirijor de cor, profesor universitar la Academia de Muzică, Teatru și Arte Plastice a Republicii Moldova, Onorat Artist al Moldovei.[90][91][92][93]
- Soția - Svetlana Dmitrenco (născută în 1951, Chișinău) - doctor habilitat în sociologie (2000), candidată la științe filozofice (1980). Din 2020 - 2006 a fost cercetăror științific principal la Institutului de Filosofie, Sociologie și Drept al AȘM.[94][95][96][97][98][99][100][101][102][103].
- Fiul din prima căsătorie cu actrița și regizoarea Liudmila Hachi este Vladislav Aksenov. (născut în 1976, Chișinău), doctor habilitat în științe istorice (2021), Cercetător științific principal la Institutului de Istorie Rusă al Academiei Ruse de Științe.[104][105][106].
- Fratele - Artur Maksovich Aksenov (născută în 1956, Chișinău), pianist, profesor asociat de formare specială de pian și acompaniator la Academia Rusă de Muzică și Școala de muzică Levine din Washington, D.C[107][108][109][110][111].

## Vezi și
- Listă de actori moldoveni
- Listă de regizori de teatru moldoveni

## Legături externe
- Soviet and Moldovan actor, director and drama instructor Beno_Axionov Arhivat în 24 ianuarie 2025, la Wayback Machine.
- Băno Axionov la Internet Movie Database
- Ministerul educației, culturii și cercetării al Republicii Moldova Biblioteca Națională a Republicii Moldova Calendar Național 2021 Băno Axionov Р.138 ISSN 1857-1549
- About: Аксёнов, Бэно Максович (englisch)
- Михаил Голер: «Энергия чувств» Независимая Молдова 12.28.1978
- Светлана Соловьёва: «Формула души» Независимая Молдова 05.11.1990
- Михаил Дрейзлер: «Ломая рамки амплуа» Независимая Молдова 03.02.1996
- Алексей Аглаюн: «Театр Бэно Аксёнова Молдавские ведомости 07.18.1998
- Михаил Дрейзлер: «Мы идём смотреть Аксёнова!» Независимая Молдова 04.30.1996
- Валентина Склярова: «Человек по имени Бэно» Независимая Молдова 12.21.1996
- Mihai Bendas: Exponent al valorilor perene №7, 27 februarie 2001
- Валентина Склярова: Biblioteca Națională a Republicii Moldova Один за всех, против всех: (об актёре Бэно Аксёнове) Молдавские ведомости, - Кишинев : ÎM "Edit Tipar Grup" SRL . - 8 c.. - 2004, 13 марта, С. 6
- Валентина Склярова: «Один – за всех, противу всех…» Молдавские ведомости» 03.20.2004
- Виталий Цапеш: «Парадоксы профессии» Независимая Молдова 10.13.2004
- Olga Bejenaru: «Teatrul e o sărbătoare a sufletulul...» (Băno Axionov, artist emerit, la 60 de ani), «Literatura și Arta», 1 iun. 2006
- Наталья Зорина: «Творческий человек всюду «прорастёт сквозь асфальт» Истоки №5 2011
- Ольга Беженару, Вероника Каждан: «О времени и о судьбе талантливого режиссёра» / «С верой, надеждой и любовью» Teatru №10 2012
- Анатолий Левицкий: «Театральный мир Бэно Аксенова» ПроАртИнфо 03.23.2016
- MOLDPRES Mai multe spectacole vor avea loc la Teatrul ”Luceafărul” Chișinău, 8 iun. 2021 Arhivat în 27 iunie 2023, la Wayback Machine.
- Băno Axionov
- Nicolae Roibu: „Mielul netăiat” al lui Andrei Strâmbeanu a ajuns în Germania "Timpul" 9 august 2012
- Чужая жена и муж под кроватью - Театр Чехова Arhivat în 10 iulie 2023, la Wayback Machine.
- Olga Bejenaru, critic de arta: "Reflecții pe marginea unui spectacol". Teatru 12/2014
- Veronica Kazhdan: „Depășirea întunericului și a haosului” (Artist merituos al Moldovei Băno Axionov) Revista „Alții țărmuri” " No.3 (39) 2015 P. 80 - 87. ISSN: 1994-3768[nefuncțională – arhivă]
- Мария Станкевич: Игры без поддавков. Прошлое и настоящее актёра и режиссёра Бэно Аксёнова Seagull Magazine "Chayka" 10 мая 2021 г.
- Băno Axionov: Vadim Viteazul (fragmente din notițele, amintirile, povestirile vechi) Noi.md 3 iul. 2020
- Алла Овчинникова: Мой театр — боль и натиск Культура Дона 10 2010
- Интервью Е. В. Секачевой и О. А. Яковлевой с режиссёром Бэно Максовичем Аксеновым (Германия) Таганрогский институт имени А. П. Чехова 17 сентября 2010 года
- Бэно Аксёнов - Вероника Каждан: «У каждого века есть свое средневековье» «Панорама" 09.06.2014
- Бэно Аксёнов – Олег Дашевский: «На свободу с отмороженными руками» Глобальный еврейский онлайн центр Jewish.ru 23.11.2021
- Вероника Каждан - Бэно Аксёнов: «Против кого дружим???» или «не помнящие родства своего AVA. Moldova. 04.06.2022